# Zgrupowanie „Kryska”

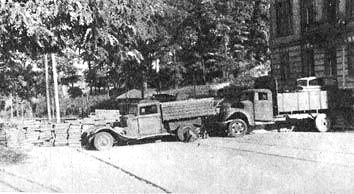
Barykada na ulicy Książęcej na Czerniakowie

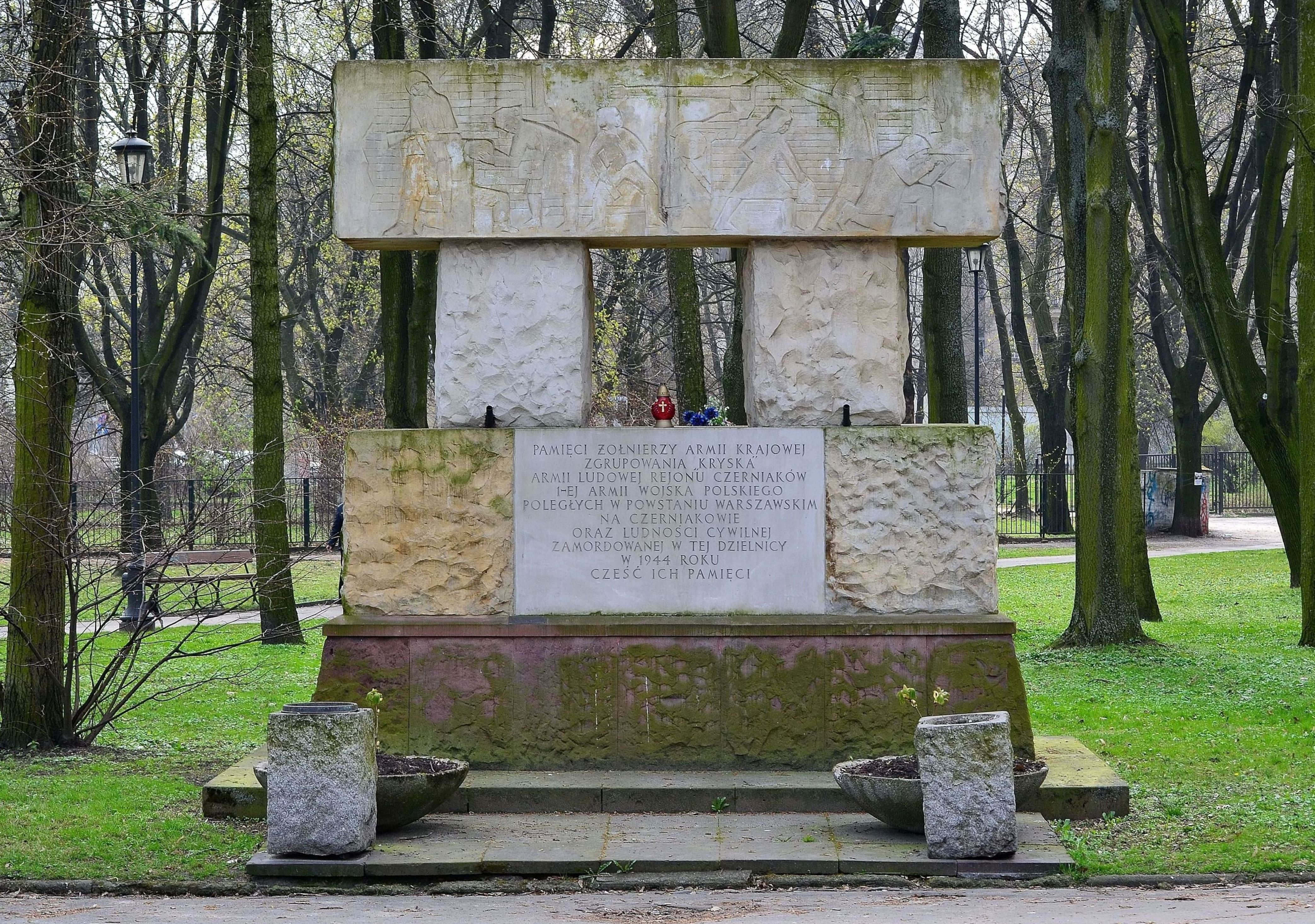
Pomnik Powstańców Czerniakowa i Żołnierzy 1 Armii Wojska Polskiego

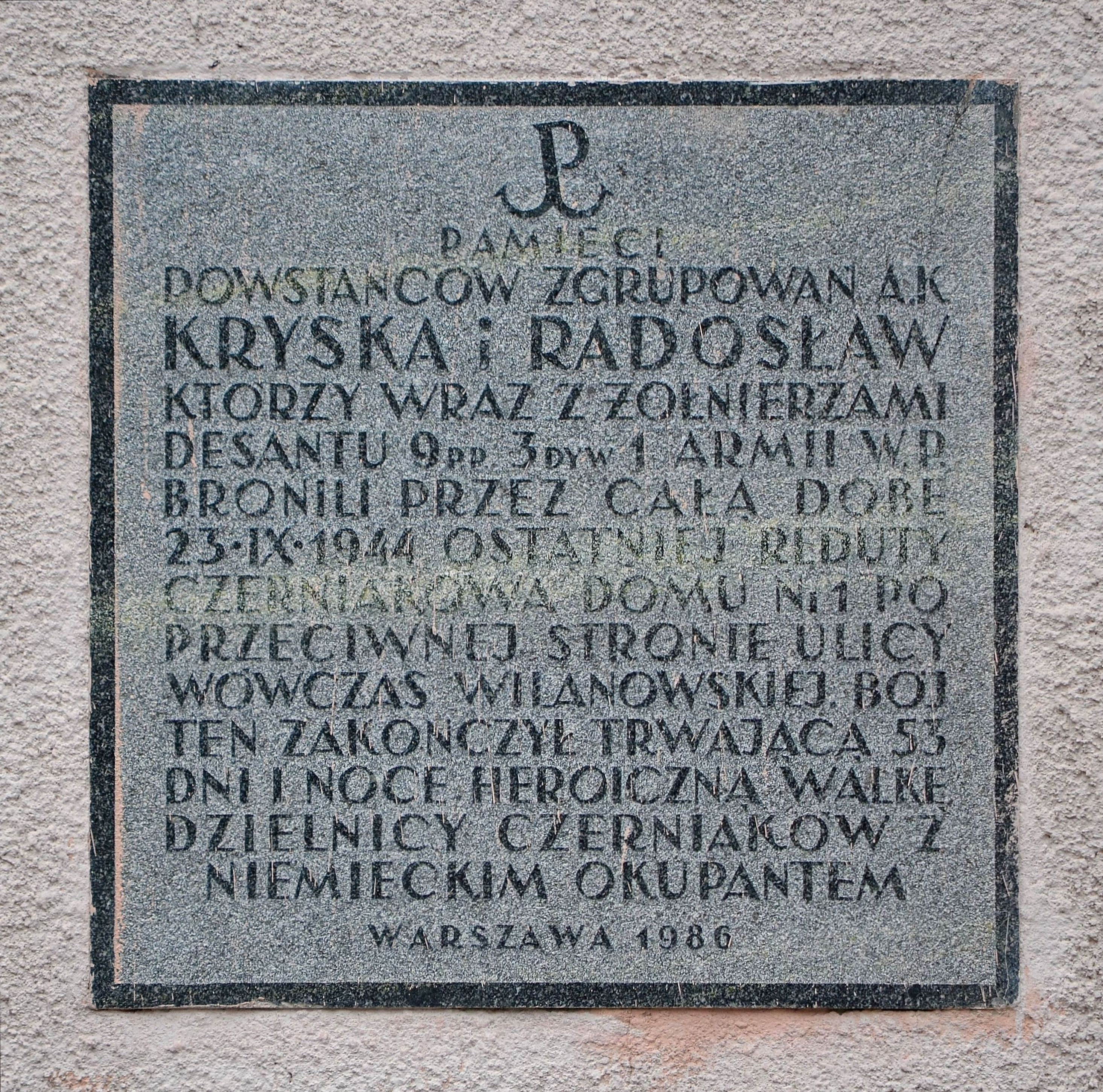
Tablica przy ul. Solec 57 (od strony ul. Wilanowskiej) upamiętniająca ostatnią redutę powstańczą bronioną 23 września przez żołnierzy Zgrupowania „Kryska”, Zgrupowania „Radosław” i 9 Pułku Piechoty 3 Dywizji Piechoty

Zgrupowanie „Kryska” – zgrupowanie wojskowe Armii Krajowej walczące w powstaniu warszawskim, utworzone 8 sierpnia 1944, na Czerniakowie. Od 28 sierpnia zostało przemianowane na III Batalion „Kryska” w odcinku wschodnim „Podobwodu Śródmieście Południowe”. Od 7 września zgrupowanie podlegało dowódcy odcinka czerniakowskiego płk. Janowi Mazurkiewiczowi „Radosław”. Zgrupowanie walczyło do upadku Czerniakowa 23 września 1944.

## Szlak bojowy
Na Powiślu Czerniakowskim od 1 sierpnia walczyło V Zgrupowanie „Siekiera”, jednak wskutek przebiegu walk pojawiło się tam również szereg innych oddziałów m.in. II Batalionu WSOP „Narew”, plutonów z obwodu Mokotów. Pojawił się również samozwańczy dowódca Izydor Sosnowski „Kapitan Sęp” (faktycznie podoficer z organizacji „Miecz i Pług”), ze swoim oddziałem. Chaos organizacyjny spowodował, że oddziały walczyły na własną rękę, zaś cześć podporządkowała się „Sępowi”.
7 sierpnia na rozkaz dowódcy odcinka płk. Jana Szczurek-Cergowskiego „Sławbora”. na Powiśle Czerniakowskie przybył kpt. Zygmunt Netzer „Kryska” wraz z częścią II Batalionu WSOP z rozkazem objęcia dowództwa wszystkich oddziałów na Czerniakowie. 9 sierpnia „Kryska podporządkował sobie V zgrupowanie (bez jednej kompanii), II Batalion WSOP (bez kompanii 23); pluton 1 szwadronu 1 pułku szwoleżerów AK (dowódca ppor. Stanisław Frydrychowicz „Waf” z Rejonu 1 Obwód Mokotów;), 535 pluton Słowaków (dowódca ppor. Mirosław Iringh „Stanko”. z Rejonu 3 Obwód Mokotów); Pluton 1140 ppor. Stanisława Mrozowskiego - „Nałęcza Sławomira” z 3 kompanii III zgrupowania Rejonu 1 Obwód Śródmieście; Oddział Wydziału Marynarki Wojennej KG AK „Szczupak”. Pluton 140 ppor. Jana Zapęckiego „Łokietka” oraz kilka drobnych oddziałów.
10 sierpnia teren podzielono teren na trzy odcinki:
- Pododcinek „Jelito” - dowódca por. rez. Leszek Skrzetuski „Jelito” (dotychczasowy zastępca dowódcy II Batalionu WSOP). W skład odcinka weszły 21 i 22 kompanie WSOP, Pluton 1140, pluton 535 Słowaków, pluton 140 „Pancerniaków”. załoga Portu, oddział „Blaszanka” i miejscowe oddziały ochotnicze.
- Pododcinek „Tum” - dowódca por. rez. piech. „Tum” Teofil Budzanowski „Tum” (dotychczasowy zastępca dowódcy V Zgrupowania „Siekiera”); W skład odcinka weszły 2 i 4 kompanie V Zgrupowania „Siekiera” oraz pluton 140 „Łokietka”.
- Pododcinek „Kwiatkowski” - dowódca por. rez. Mieczysław Fajęcki „Kwiatkowski” (dowódca 24 kompanii WSOP); W skład odcinka weszła 24 kompania WSOP.

Według meldunku pkt. „Kryski” z 10 sierpnia 1944 skład zgrupowania liczył 724 żołnierzy, w tym 108 kobiet.
| Jednostka                                          | Oficerowie | Szeregowi | WSK | Razem |
| -------------------------------------------------- | ---------- | --------- | --- | ----- |
| dowództwo                                          | 7          | 22        | 16  | 45    |
| 24 kompania WSOP                                   | 8          | 158       | 22  | 188   |
| oddział „Janusz” (pluton 1140, pluton „Blaszanka”) | 5          | 145       | 30  | 180   |
| oddział „Jelito” (21 i 22 kompanie WSOP)           | 3          | 90        | 16  | 109   |
| 1 kompania b. V Zgrupowania                        | 2          | 56        | -   | 58    |
| 2 kompania b. V Zgrupowania                        | 2          | 67        | 12  | 58    |
| 4 kompania b. V Zgrupowania                        | 2          | 48        | -   | 50    |
| ogółem                                             | 29         | 586       | 96  | 711   |

Do składu 711 osób, należało doliczyć lekarza i 12 sanitariuszek WSK. Ponadto w odrębnym meldunku dodano pluton wartowniczy „Lecha” (1 oficer i 19 żołnierzy.
7 września 1944 dowódcą odcinka Górny Czerniaków został mianowany dowódca zgrupowania „Radosław”, który przybył wraz z 500 żołnierzami. Dotychczasowy dowódca odcinka, kpt. „Kryska” został mu podporządkowany. Żołnierze zgrupowania Kryska bronili wtedy odcinka: Stocznia Rzeczna – ul. Łazienkowska – Rozbrat – Zagórna.
Ostateczna walka o Czerniaków rozpoczęła się 10 września. Do 23 września toczono ciężkie walki o przyczółek czerniakowski. Teren opanowany przez oddziały polskie zmniejszał się. Wkrótce część żołnierzy ewakuowała się kanałami na Mokotów, inni dostali się na prawy brzeg Wisły.
Jednymi z sanitariuszek były Eileen Frances Short i Małgorzata Lorentowicz, funkcję łączniczki sztabu pełniła Maria Cetys, zaś kapelanem zgrupowania był Józef Stanek.

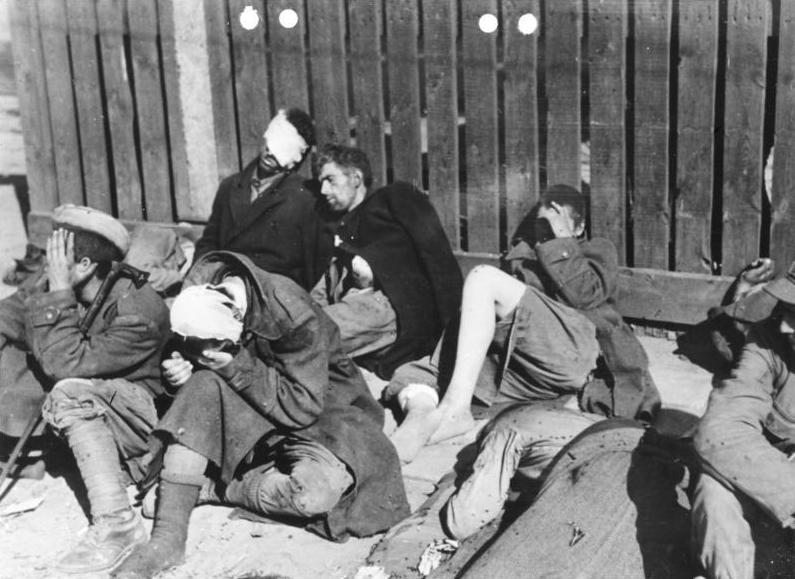
Po zdobyciu Czerniakowa. Ranni powstańcy i żołnierze-berlingowcy w niewoli

W walkach powstania warszawskiego Zgrupowanie „Kryska” straciło ok. 680 żołnierzy.

## Ordre de Bataille
Dowództwo
- Dowódca zgrupowania - kpt. art. Zygmunt Netzer „Kryska” (8 sierpnia - 12 września, ciężko ranny), por. rez. piech. Teofil Budzanowski „Tum” (12 września - 14 września, ranny), mjr Edward Jaworowicz „Bicz” (14 września - 15 września, poległ), kpt. Marcin Junosza-Stępkowski „Sowa” (15 września, ciężko ranny w akcji, nieprzytomny zabrany przez Niemców), por. rez. kaw. Kazimierz Wasilewski „Bachus” (15 września - 16 września, poległ), por. Jan Żuchowski „Trojan” (16 września, poległ), ppor. Tadeusz Wasilewski „Kret” (16 września - 22 września);
- Zastępca dowódcy - por. Roman Rożałowski „Siekiera” (8 9 sierpnia, ranny), por. Teofil Budzanowski „Tum” (9 sierpnia - 12 września);

Oddziały (struktura od 19 sierpnia)
- l Pododdział (batalion) „Tur” - dowódca kpt. art. Zbigniew Specylak-Skrzypecki „Tur”. do 11 IX (ciężko ranny); por. Jan Kotwicz Janek” (od 11 do 13 września, poległ); por. art. Jan Żuchowski „Trojan” (od 1 do 16 września);
  - 1 kompania (Grupa „Trojana” z II Batalionu WSOP „Narew”) - dowódca por. Jan Żuchowski „Trojan” (do 16 września). 
    - 1 pluton - dowódca plut. Roman Wilczek „Lupus”, (do 17 września, dowódca przeprawił się przez Wisłę);
    - 2 pluton - dowódca st. sierż. Józef Kędzierski „Jaszczur”;
    - 3 pluton (były pluton 535, od 30 sierpnia w składzie w l kompanii) - dowódca ppor. Mirosław Irigh „Stanko” (do 17 września, przeprawił się przez Wisłę);

  - 2 kompania - dowódca ppor. rez. Józef Kozłowski „Łazarz” (do 11 września, ciężko ranny), ppor. rez. Gerard Badowski „Wesołowski” (od 11 do 21 września, ranny, przeprawiony przez Wisłę);
    - 1 pluton („Wodniacy” m.p. Port Czerniakowski) ppor. inż. „Włodek” (Władysław Mączko „Włodek”. (ranny 18 i 30 sierpnia. Powrócił ze szpitala 3 września), plut. pchor. Adam Wiśniowski „Tramp” (od 18 sierpnia do 3 września);
    - 2 pluton („Pancerniacy” m.p. ul. Solec l) - dowódca ppor. Józef Kozłowski „Łazarz” (jednocześnie dowódca kompanii);
    - 3 pluton („Kompania Uzbrojenia”. „Warsztaty”. „Rektyfikacja”) - dowódca ppor. rez. Fabian Pałaszewski Śmigły” (do 28 sierpnia odkomenderowany do Śródmieścia Południe), ppor. „Lech” (NN) (od 28 sierpnia do l września); ppor. Gerard Badowski „Wesołowski” (od l do 11 września);
    - 4 pluton (Grupa „Szczupak”) - dowódca kmdr ppor. Władysław Macioch „Mizio” (od 28 sierpnia);

  - 3 kompania - dowódca ppor. Władysław Matusewicz „Igor” (poległ 20 września);
    - 1 pluton AL-PAL „Blaszanka” - dowódca ppor. Leszek Rose „Leszek”. (ranny 31 sierpnia, po kilku dniach wrócił do plutonu, ponownie ranny 12 września);
    - 2 pluton (były pluton 1140) ppor. rez. Tadeusz Kawecki „Janusz”. (od 3 do 28 sierpnia - odkomenderowany do Śródmieścia Południe), w zastępstwie ppor. Władysław Matusewicz „Igor”. ppor. rez. kaw. Bronisław Smoleński „Surma” (od 5 do 17 września, przeprawił się przez Wisłę);
    - 3 pluton (były pluton 535 Słowaków, 30 sierpnia pluton przeniesiony do l kompanii) - dowódca ppor. rez. Mirosław Iringh „Stanko”;
    - Grupa „Kret” - dowódca ppor. rez. Tadeusz Wasilewski „Kret”;
- 2 Pododdział (batalion) „Tum” - dowódca por. rez. Teofil Budzanowski Tum”;
  - 4 kompania (z 4 kompania V Zgrupowania „Siekiera”) - dowódca por. Teofil Budzanowski „Tum”;
    - 1 pluton - dowódca kpr. pchor. Janusz Jabłoński „Leszczyc”. (poległ l sierpnia), kpr. pchor. Tadeusz Budzanowski „Tumek”. „Tum-Junior” (od 2 sierpnia do 13 września, ciężko ranny);
    - 2 pluton - dowódca sierż. Jan Urbianiak „Szymański”. (do 17 sierpnia poległ), st. sierż. Wacław Sadrzak „Chińczyk” (od 17 sierpnia, ranny we wrześniu);
    - 3 pluton - dowódca kpr. pchor. Jan Piwowarski „Konar” (ciężko ranny 15 września);
    - 4 pluton - dowódca ppor. „Lech” (NN) (od 18 do 28 sierpnia), ppor. Marian Ochalski „Namura”. (od 28 sierpnia do 16 września, 17 września przeprawił się przez Wisłę);
    - Grupa „Łokietek” (były pluton 140 wcielony 18 sierpnia do 4 kompanii, jako drugi 4 pluton, do 20 sierpnia zwany grupą Łokietka”) - dowódca ppor. rez. Jan Zapęcki „Łokietek”. (śmiertelnie ranny 21 września);

  - 2 kompania (z 2 kompania V Zgrupowania „Siekiera”, 30 sierpnia przemianowana na 5 kompanię) - dowódca ppor. art. Eugeniusz Rutkowski „Goraj” (poległ 13 września); ppor. „Komar” (NN) (poległ 14 września); ppor. rez. Stanisław Jordan-Warzycki „Szumski”. (od 14 do 23 września, zamordowany po wzięciu do niewoli);
    - 1 pluton (pluton 121) - dowódca st. ogniom. Mieczysław Piechowski Mały”; Tadeusz Czarnecki ps. “Uszycki” dowódca 5 kompanii batalionu Tum w Zgrupowaniu “Kryska”
    - 2 plutonu (pluton 122) - st. sierż. „Czech” (NN) (śmiertelnie ranny 12 września); plut. Romuald Ronisz „Jur II” (od 12 do 16 września, ciężko ranny 16 września);
    - 3 plutonu (pluton 123)- ppor. rez. „Jerzy” (NN), (do 10 sierpnia - przeniesiony do innej kompanii); por. rez. Tadeusz Adamczyk „Ujazdowski” (od 10 sierpnia do 4 września, śmiertelnie ranny 11 września); ppor. rez. Witold Woźniak „Ryszard” (od 7 września);
    - pluton sanitarny - komendantka san. kompanijna Katarzyna Olszewska „Kasia Ordon”. (ranna 13 września);
- 3 Pododdział (batalion) „Kwiatkowski” (24 kompania WSOP przemianowana 30 sierpnia na 6 kompanię)- dowódca por. rez. Mieczysław Fajęcki „Kwiatkowski” (do 22 sierpnia); ppor. Stanisław Jordan-Warzycki „Szumski” (od 25 sierpnia do 1 września);
  - 1 pluton - dowódca por. Józef Majewski „Stef”. (poległ 15/16 września), por. Tadeusz Chełmiński „Warski” (od 2 września, poległ);
  - 3 pluton - dowódca Feliks Pietrzak „Piotrowski”. poległ; por. „Lisowski” (NN) (od 24 sierpnia do 12 września, poległ);
  - 4 pluton - dowódca ppor. Stanisław Jordan-Warzycki „Szumski” do 25 sierpnia, ppor. Zbigniew Wójtycki „Zet” (od 25 sierpnia do 15 września - z częścią 4 plutonu przeszedł kanałami na Mokotów);
  - pluton sanitarny - komendantka san. kompanijna (Teodozja Paszkowska-Wciślińska „Tekla-Iryd” (ranna 11 września);

## Upamiętnienie
- Pomnik Powstańców Czerniakowa i Żołnierzy 1 Armii Wojska Polskiego
- Tablica pamiątkowa przy ul. Solec 57 (od strony ul. Wilanowskiej), odsłonięta w 1986.
- Aleja w parku Marszałka Edwarda Rydza-Śmigłego[3].
- Tablica pamiątkowa na budynku przy ul. Czerniakowskiej 178a[4].